# Kama (flod)

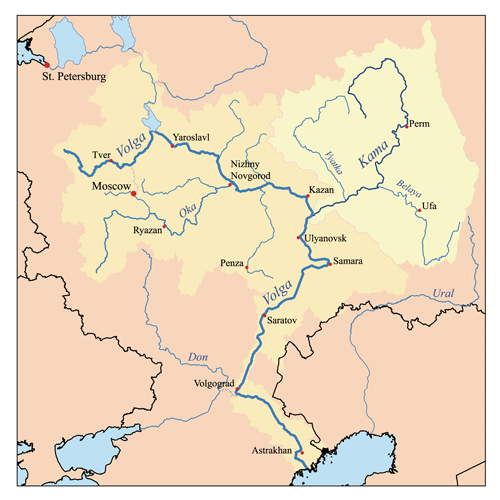
Karta över Kamaflodens utsträckning.

Kama som är en vänsterbiflod, är den största bifloden till Volga och den flyter i huvudsak i sydlig riktning. Den är 1 805 km lång och har ett avrinningsområde på 522 000 km². 
Kamas källor ligger cirka 200 km väster om Perm och floden gör en stor krök mot norr och nordost och svänger mot söder för att ansluta sig till Volga 70 km söder om Kazan. Det nedre loppets bredd är 0,4 – km, under våren 20 – 30 km. Floderna Vjatka och Belaja är Kamaflodens viktigaste biflöden. Kama är en viktig kommunikationsled (segelbar 1 600 km fram till Visjera) och en viktig källa för vattenkraft.
Asteroiden 1387 Kama har fått sitt namn efter floden.